# Marralhinha
A Marralhinha é um jogo de tabuleiro originário da Ilha Terceira, no Arquipélago dos Açores, em Portugal.

## Descrição
Consiste num jogo de tabuleiro em madeira, para quatro utilizadores. É composto por duas tábuas de madeira trabalhadas, que quando dispostas para o jogo formam uma cruz. A finalidade é colocar cinco peças, normalmente formadas por berlindes, em certas casas do tabuleiro, sendo o seu avançado determinado por um dado. Devido à simplicidade das regras, pode ser jogado por quaisquer membros da família, tendo este sido um dos principais motivos para a sua popularidade. Além dos jogos domésticos, também são organizados torneios de Marralhinha nos cafés da Ilha Terceira, que têm uma grande procura entre os habitantes.
Além de servir para o jogo em si, os tabuleiros da Marralhinha produzidos a partir da década de 2010 também ganharam interesse como motivos decorativos, devido a diferenças estéticas em relação ao modelo tradicional do jogo, e à introdução de materiais de origem exótica, como madeiras do Brasil e africanas, e embutidos em osso de baleia.

## História
O jogo existe pelo menos desde meados do século XX, tendo uma versão primitiva feito parte dos conjuntos de brinquedos e materiais escolares que eram oferecidos às crianças da Ilha Terceira pela Força Aérea dos Estados Unidos, colocada na Base das Lajes. O jogo ganhou uma nova popularidade a partir de cerca de 2012, tendo-se difundido entre as famílias na Ilha Terceira. Um dos principais responsáveis pela reintrodução do jogo foi o carpinteiro José Linhares, que após ficar desempregado começou a fabricar tabuleiros de Marralhinha a partir de um molde, embora com diversas variações em relação ao original. Por exemplo, tornou os tabuleiros mais pequenos para facilitar o seu transporte, e combinou vários tipos de madeira, de forma a criar padrões.
Também ganhou reconhecimento no estrangeiro, tendo José Linhares revelado em 2024 à Agência Lusa em 2024 que já tinha enviado cinquenta exemplares para os Estados Unidos da América, e que também já tinha sido expedido para outros países, como a Rússia e a Noruega. Nesse ano, já estava a ser produzido por vários artesãos na ilha, sendo então comercializado principalmente através das lojas de lembranças para turistas, com grande sucesso.